# Сулейман, Амна
Амна Сулейман (араб. آمنه سلیمان‎, род. 1988, Дамаск) — учительница и защитница женского велосипедного движения в Газе. По состоянию на 2016 год возглавляет единственный женский велосипедный клуб в Газе.
Сулейман родилась в Дамаске и переехала в Газу в 1990-х годах. По состоянию на 2016 год она жила в лагере Джебалия, лагере палестинских беженцев, расположенном в 3 километрах к северу от Джебалии, где работает волонтёркой в местном приюте, преподаёт Коран и катается на велосипеде с группой местных женщин.

## Роль в женском велоспорте
В регионе, где Амна Сулейман ездит на велосипеде, в секторе Газа, женщины не могут ездить на велосипеде после достижения половой зрелости. Сулейман начала кататься на велосипеде в 2015 году из-за состояния здоровья и чтобы напомнить себе о детстве. Вскоре после этого она основала то, что считается первым женским велосипедным клубом под руководством партии ХАМАС в Газе.
Участие женщин в спорте было ограничено в секторе Газа с тех пор, как к власти пришла партия ХАМАС. По словам Ахмада Мухейсина, официального представителя министерства молодежи и спорта Газы, женский велоспорт считается «нарушением» ценностей Газы. До середины 1980-х годов женщины в Газе чаще ездили на велосипедах.
Сулейман выступает за то, чтобы женщины продолжали ездить на велосипеде после полового созревания, и, как цитируется в The New York Times, она говорила молодым женщинам в Газе, что они должны настаивать на том, чтобы их будущие мужья разрешили ездить на велосипеде в качестве условия их брака. В 2016 году она была представлена BBC News в рамках их BBC 100 Women. Она говорит, что надеется, что однажды женщины смогут ездить на велосипеде без стигматизации и неодобрения.